# Benedetto Bonfigli

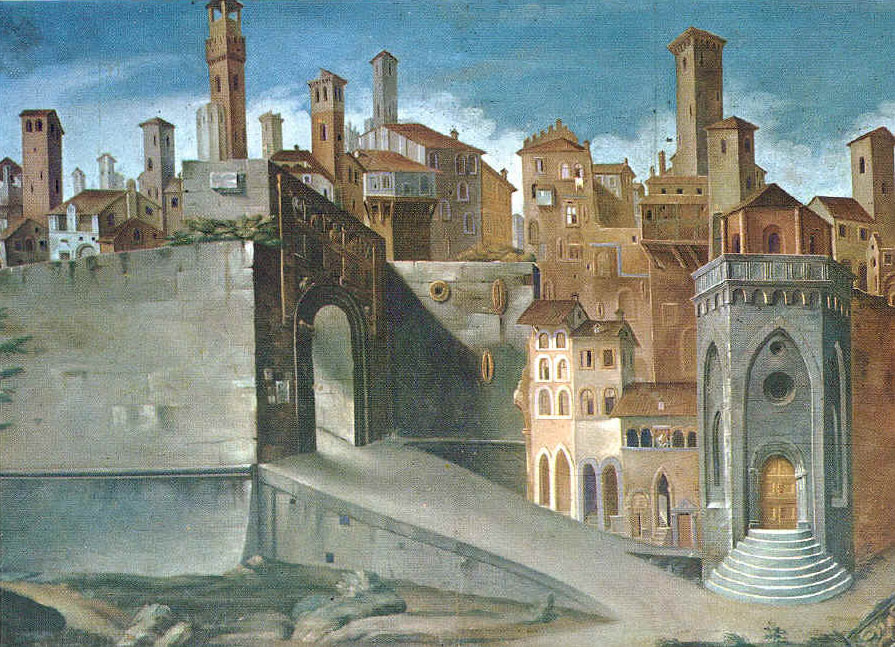
Vista de Perugia. Historias de San Ludovico y San Herculano (1454).

Benedetto Bonfigli (Perugia, 1420 – 8 de julio de 1496), pintor italiano.

## Biografía
Benedetto Bonfigli participó en la pintura umbra del Quattrocento, muy influenciada por Domenico Veneziano y por la escuela toscana. Fue definido por Giorgio Vasari como el mayor artista umbro anterior a Pietro Perugino.
Fue un artista renacentista con algunos toques del gótico. Su contribución más importante es posiblemente el ciclo de frescos Historias de San Ludovico y San Herculano de la capilla del Palacio de los Priores de Perugia, realizado en 1454 y conservado en la Galería Nacional de Umbría. Los frescos tienen una rica decoración, estando ambientadas las escenas sobre un fondo con vistas a palacios e iglesias de la ciudad de Perugia en el siglo XV y a algunos monumentos de Roma.
De notable valor es también la Adoración de los Magos (1464) realizada para la basílica de Santo Domingo de Perugia. Participó, junto a Perugino, en la ejecución de las ocho tablas que representan las Historias de San Bernardino (1473), obra maestra de la pintura regional.
Al final de su vida, su estilo se acercó más al de Fiorenzo di Lorenzo y el joven Perugino.